# Yasuo Manaka
Yasuo Manaka (født 31. januar 1971) er en tidligere japansk fodboldspiller.
Han har spillet for flere forskellige klubber i sin karriere, herunder Kashima Antlers og Cerezo Osaka.